# Federico Valerio Escobedo
Federico Valerio Escobedo (* 2. März 1962 in Villanueva, Zacatecas) ist ein ehemaliger mexikanischer Fußballspieler auf der Position des Torwarts.

## Laufbahn
Escobedo begann seine Profikarriere beim Hauptstadtverein UNAM Pumas, bei dem er von 1980 bis 1985 unter Vertrag stand. Gleich in seiner ersten Saison 1980/81 gehörte er als dritter Torhüter der Pumas (mit einem Einsatz) der Mannschaft an, die in derselben Spielzeit zum zweiten Mal in der Vereinsgeschichte die mexikanische Fußballmeisterschaft gewann. Insgesamt absolvierte er nur insgesamt sechs Punktspieleinsätze für die Pumas und zwei davon in der Saison 1984/85, als die Pumas erneut die Finalspiele um die Meisterschaft erreichten, diesmal aber in einem Clásico Capitalino am Stadtrivalen Club América scheiterten. In der Saison 1980/81 hatten die Pumas sich in einem Clásico Chilango gegen den anderen großen Stadtrivalen CD Cruz Azul durchgesetzt.
Zwischen 1985 und 1988 stand Escobedo beim Lokalrivalen CD Coyotes Neza unter Vertrag, für den er insgesamt 15 Punktspieleinsätze absolvierte. Nachdem Coyotes Neza sich zum Ende der Saison 1987/88 aus finanziellen Gründen aus der ersten Liga zurückgezogen hatte, wechselte Escobedo zum Querétaro Fútbol Club, mit dem er zwei Spielzeiten (1988/89 und 1989/90) in der zweiten Liga und nach dessen Lizenzerwerb vom Tampico-Madero FC  noch zwei Spielzeiten (1990/91 und 1991/92) in der ersten Liga verbrachte, bevor er seine aktive Laufbahn im Alter von 30 Jahren beendete.

## Erfolge
- Mexikanischer Meister: 1980/81
- Mexikanischer Vizemeister: 1984/85